# مروه (كورنوال)
مروه (بالإنجليزية: Morvah)‏ هي قرية وأبرشية مدنية تقع في المملكة المتحدة في إنجلترا. يقدر عدد سكانها بـ 49 نسمة .